# Gunnarsörarna
Gunnarsörarna är en ö i Finland. Den ligger i Skärgårdshavet och i kommunen Hangö i den ekonomiska regionen  Raseborg i landskapet Nyland, i den sydvästra delen av landet. Ön ligger omkring 120 kilometer väster om Helsingfors.
Öns area är 28,5 hektar och dess största längd är 1 kilometer i öst-västlig riktning. Ön höjer sig omkring 20 meter över havsytan.